# أسل أحادي الزهرة
أسل أحادي الزهرة (الاسم العلمي: Juncus uniflorus) نوع نباتي يتبع جنس الأسل وينتمي إلى الفصيلة الأسلية.